# Сперджен (Теннессі)
Сперджен (англ. Spurgeon) — переписна місцевість (CDP) в США, в округах Вашингтон і Салліван штату Теннессі. Населення — 3978 осіб (2020).

## Географія
Сперджен розташований за координатами 36°26′40″ пн. ш. 82°27′41″ зх. д. / 36.44444° пн. ш. 82.46139° зх. д. (36.444433, -82.461254).  За даними Бюро перепису населення США в 2010 році переписна місцевість мала площу 10,94 км², з яких 10,67 км² — суходіл та 0,28 км² — водойми.

## Демографія
Згідно з переписом 2010 року, у переписній місцевості мешкало 3957 осіб у 1729 домогосподарствах у складі 1103 родин. Густота населення становила 362 особи/км².  Було 1856 помешкань (170/км²).
Расовий склад населення:
| - 95,8 % — білих - 1,9 % — чорних або афроамериканців - 0,3 % — азіатів - 0,2 % — корінних американців |

До двох чи більше рас належало 1,3 %. Частка іспаномовних становила 1,7 % від усіх жителів.
За віковим діапазоном населення розподілялося таким чином: 21,2 % — особи молодші 18 років, 64,0 % — особи у віці 18—64 років, 14,8 % — особи у віці 65 років та старші. Медіана віку мешканця становила 38,6 року. На 100 осіб жіночої статі у переписній місцевості припадало 91,9 чоловіків;  на 100 жінок у віці від 18 років та старших — 90,0 чоловіків також старших 18 років.
Середній дохід на одне домашнє господарство  становив 52 809 доларів США (медіана — 45 647), а середній дохід на одну сім'ю — 63 415 доларів (медіана — 54 583). Медіана доходів становила 46 007 доларів для чоловіків та 34 028 доларів для жінок. За межею бідності перебувало 20,3 % осіб, у тому числі 33,2 % дітей у віці до 18 років та 12,2 % осіб у віці 65 років та старших.
Цивільне працевлаштоване населення становило 1664 особи. Основні галузі зайнятості: освіта, охорона здоров'я та соціальна допомога — 25,4 %, виробництво — 16,3 %, роздрібна торгівля — 13,2 %, фінанси, страхування та нерухомість — 12,3 %.